# Havi Mihály
Havasfalvi Havi Mihály (születési neve Hidegh Mihály, Gyergyószentmiklós, 1810. január 26. – Pest, 1864. április 7.) magyar énekes színész (tenor), műfordító, színigazgató, színházi lapszerkesztő.

## Életútja
A gimnáziumot szülővárosában, Enyeden és Aradon elvégezvén, a papi pályára lépett. Azonban még mint növendékpap elhagyta e pályát, színész lett és 1835-ben a budai magyar színésztársasághoz szerződött. A pesti nemzeti színháznak is tagja volt és az 1837. augusztus 22-i első előadáson is szerepelt. 1838–39-ben a kassai színháznál kezdett először nagyobb szerepekben föllépni, később mint tenorista szerepelt, aztán színigazgató lett. Maradandó érdemeket szerzett azzal, hogy a magyar dalszínészetet a külfölddel is megismertette. 1847-ben Szabó Józseffel együtt igazgatója volt azon pécsi magyar dal- és tánctársulatnak, amellyel a bécsi udvari operaházban és Olaszországban vendégszerepeltek. Onnan visszaérkezvén, október 22-én és 23-án a pesti nemzeti színházban is bemutatta e dalszínész-társaságát. 1848-ban dal- és tánctársaságával ismét útra keltek, Brüsszelben és Párizsban is bemutatták a magyar éneket, zenét és táncot. Az 1850-es években vidéki színigazgató lett, 1858-ban Szabadkán, 1859-ben Kolozsváron a Farkas utcai színháznál volt; 1860-ban magyar operát vitt Bukarestbe; ott azonban megbukott és feljött Pestre, ahol Szerdahelyi Kálmánnal színházi lapot szerkesztett. 1861. augusztus 1-jén, amikor az aradi Alföld politikai lap keletkezett, Havit a lap belmunkatársának hívták meg és elsősorban a lap helyi rovatait vezette. A lap kiadója Bettelheim Vilmos 1862-ben saját költségén Londonba, az első világkiállításra küldte, ahol húsz napig időzött. Utazott még Dániában, Svédországban és Észak-Németországban. 1863-ban Szerdahelyi Színházi Látcső című lapjának belmunkatársa volt. Hosszas betegeskedés után, 1864. április 7-én a pesti Szent Rókus Kórházban halt meg.
Cikkei a Rajzolatokban (1838. II. Trieszt, júl. 16.), a Mult és Jelenben (1846. 23. sz. Gyász-emlékbeszéd Pály Elek sírja felett Kolozsvárt 1846. márc. 6.), a Honderűben (1846. I. Borcsa és a vasasnémetek), a Pesti Divatlapban (1847. II. Egy szép napunk Korompán, Első magyar hangok a bécsi udvari operaházban, A magyar dalnoktársaság Schönbrunnban, A magyar dalnok- és táncztársaság külföldön, 1848. Brüsseli levél jan. 5.), a Nemzetőrben (1848. Kossuth Szegeden), a M. Sajtóban (1857. 157., 159. sz. Segélyintézet a vidéki szinészet számára), az aradi Alföldben (1862-63. Londoni uti emlékeiből, A dán alkotmány 13 ünnepén, Tarlózatok az első franczia forradalomból, Történeti kép), az Ország-Tükrében (1863. Macbeth első előadása)

## Fontosabb szerepe
- V. László (Erkel Ferenc: Hunyadi László)

## Munkái
- Éjszak csillaga. Nagy opera 3 felv. ford. Pest, 1862 (bemutató a Nemzeti Színházban 1856. jan. 31.)
- Fortunio bájdala operette énekrészei. Pest, 1862
- A nürnbergi baba, víg opera 1 felv. Leuvén és Beauplon után ford., zenéje Ádám Adolftól. Bpest, 1884 (Nemzeti Szinház Könyvtára 151.)

### Kéziratban maradt fordított színművei
- Monaldeschi, szomorújáték 3 felvonásban. Írta Dumas Sándor, Both német kidolg. után a Magyar Tudós Társaság költségén ford. (a nemzeti szinházban 1837. okt. 23. adatott először)
- Alessandro Stradella, opera 3 felvonásban. Írta Fridrich W., zenéje Flotowtól (először adatott a Nemzeti Színházban 1855. jún. 9.)
- A párisi operabáli czivódás, vígjáték 1 felvonásban. Vencontin Jenő után ford. (először adatott a Budai Népszínházban 1864. jún. 23.)
- A béke bontó, vígjáték Benedix után ford. (a budai népszinházban és először előadták a Nemzeti Színházban 1869. augusztus 23-án).
- Eljegyzés lámpafény mellett, Offenbach operettje, (fordította Follinus Jánossal)
- Orpheus az alvilágban

Írt egy eredeti színművet is Kipfelhauser címmel.
Szerkesztette a Szegedi Hírlapot (Szabó Mihállyal együtt), mely politikai tartalommal 1849. máj. 2-tól hetenként kétszer jelent meg és júl. 16-tól fogva napilap lett, de ugyanazon hó 27-én megszűnt; majd a Kolozsvári Színházi Közlönyt 1859. nov. 6-tól 1860. márciusig.